# Air (filme)
Air (prt: Air; bra: Air: A História por Trás do Logo) é um longa-metragem estadunidense biográfico esportivo e dramático lançado em 2023 dirigido por Ben Affleck e escrito por Alex Convery. A narrativa é baseada em fatos reais sobre a origem do Air Jordan, linha de calçados de basquete, da qual um funcionário da Nike busca fechar um negócio com o jogador novato Michael Jordan. É estrelado por Matt Damon, Ben Affleck, Jason Bateman, Marlon Wayans, Chris Messina, Chris Tucker e Viola Davis.
O projeto fora anunciado em abril de 2023 com Affleck definido para dirigir, bem como estrelar e produzir ao lado de Damon com sua recém-formada produtora Artists Equity. As filmagens ocorreram entre junho e julho de 2022, com Affleck se reunindo com seus colaboradores frequentes: o diretor de fotografia Robert Richardson e o montador William Goldenberg. Embora Michael Jordan não estivesse envolvido com a produção, ele se encontrou com Affleck, oferecendo várias sugestões, incluindo escalar Davis como sua mãe. Originalmente programado para estrear no serviço de streaming Amazon Prime Video, a distribuidora Amazon Studios optou por lançar o filme primeiro nos cinemas após exibições de teste positivas, tornando-o o primeiro título da Amazon desde Late Night (2019) a ser lançado nos cinemas sem estrear também no Prime Video.
Air estreou na South by Southwest em 18 de março de 2023 e foi lançado nos cinemas nos Estados Unidos, Brasil e Portugal em abril, grande parte das críticas foram positivas, especialmente a direção de Affleck, o roteiro de Convery e atuações do elenco, nas bilheterias, arrecadou 85 milhões de dólares em todo o mundo.

## Elenco
- Matt Damon como Sonny Vaccaro
- Ben Affleck como Phil Knight
- Jason Bateman como Rob Strasser
- Marlon Wayans como George Raveling
- Chris Messina como David Falk
- Chris Tucker como Howard White
- Viola Davis como Deloris Jordan
- Matthew Maher como Peter Moore
- Julius Tennon como James R. Jordan Sr.
- Tom Papa como Stu Inman
- Joel Gretsch como John O'Neil
- Gustaf Skarsgård como Horst Dassler
- Barbara Sukowa como Käthe Dassler
- Jessica Green como Katrina Sainz
- Dan Bucatinsky como Richard
- Damian Delano Young como Michael Jordan
- Jay Mohr como John Fisher
- Al Madrigal como Tim
- Michael O'Neill como Joe Dean

## Produção
O roteiro fora escrito por Alex Convery entre 2020 e 2021, aparecendo na The Black List de 2021 com o título Air Jordan. Esta lista é uma pesquisa anual dos roteiros cinematográficos "mais apreciados" ainda não produzidos. Convery teve a ideia enquanto assistia ao trecho de como a Nike assinou com o jogador de basquete Michael Jordan e criou o Air Jordan na minissérie documental The Last Dance, e logo em seguida fez uma pesquisa sobre o assunto. Foi relatado em abril de 2022 que o roteiro havia sido adquirido pela Amazon Studios por 125 milhões de dólares, que iria produzir com a Skydance Sports e Mandalay Pictures, com Ben Affleck e Matt Damon se unindo para estrelar o filme, enquanto o primeiro ainda assumiria a direção do projeto.
As filmagens iniciaram em Los Angeles em 6 de junho de 2022, com Jason Bateman, Viola Davis, Chris Tucker, Marlon Wayans e Chris Messina entre às várias adições ao elenco. Robert Richardson atuou como diretor de fotgrafia, utilizando a câmera recém lançada na época da Arri, Alexa 35. No mesmo mês, Joel Gretsch, Gustaf Skarsgård e Jessica Green foram anunciados no elenco. O personagem de Michael Jordan é retratado no filme, embora seu rosto não seja visto e tenha diálogos limitados.
Embora não estivesse diretamente envolvido com o filme, Jordan se encontrou com Affleck antes do início da produção e deu sua aprovação ao projeto, solicitando quatro mudanças no roteiro. pedindo a inclusão de George Raveling, seu assistente técnico na equipe olímpica masculina de basquete dos Estados Unidos que disputou os Jogos Olímpicos de Verão de 1984, este, segundo Michael, fora o primeiro a recomendá-lo a assinar com a Nike. Jordan também pediu que Howard White, vice-presidente da Jordan Brand da Nike e seu amigo pessoal, fosse incluído no filme. Isso levou diretamente Affleck a escalar Tucker, com quem há muito desejava trabalhar e que Jordan conhecia. Ele também pediu o afastamento de Tinker Hatfield como personagem, já que Hatfield, apesar de trabalhar na Nike na época, não esteve envolvido com a criação do Air Jordan. Por fim, Jordan solicitou que os papéis de seus pais, James R. Jordan Sr. e Deloris Jordan, fossem estendidos, além da escalação de Viola Davis para interpretar sua mãe, fundamental para decidir sobre o encontro e a assinatura de um contrato com a Nike. Affleck e Damon fizeram uma revisão do roteiro sem créditos para atender aos pedidos de Jordan.

## Lançamento
Air foi originalmente programado para ser lançado apenas em streaming no Amazon Prime Video,  todavia, a Amazon Studios optou por lançá-lo nos cinemas após fortes resultados em exibições teste. Por conta disso, o longa estreou nos cinemas nos Estados Unidos em 5 de abril de 2023, tornando-se o primeiro título da Amazon desde Late Night (2019) que recebeu um lançamento nos cinemas. A Warner Bros. Pictures cuidou do lançamento da mídia doméstica física internacional e mundial do filme. A Amazon também deu ao filme uma janela nos cinemas mais longa antes de lançá-lo no Prime Video. Além disso, o filme também encerrou o festival South by Southwest no dia 18 de março de 2023. Seu lançamento ocorreu simultaneamente digitalmente e ao vivo no Amazon Prime Video em 12 de maio de 2023. Ainda fora informado que a Amazon investiu cerca de 40 até 50 milhões de dólares ao promover o filme, incluindo 7 milhões de dólares em um anúncio que foi ao ar durante o Super Bowl LVII.

## Recepção

### Bilheteria
Até 31 de maio de 2023, Air arrecadou 52,5 milhões de dólares nos Estados Unidos e Canadá e 37,5 milhões de dólares em outros territórios, totalizando cerca de 90 milhões de dólares globalmente. Nos Estados Unidos e no Canadá, ele fora lançado juntamente aThe Super Mario Bros. Movie, e arrecadou entre 16 e 18 milhões de dólares em 3 507 cinemas em seu fim de semana de estreia de cinco dias. Arrecadando 3,2 milhões de dólares no primeiro dia e 2,4 milhões de dólares no segundo. O longa estreou com 14,4 milhões de dólares (e um total de 20,2 milhões de dólares nos cinco dias), terminando em terceiro na bilheteria; 49% do público tinha mais de 35 anos. Ele ainda arrecadou 7,6 milhões de dólares e 5,5 milhões de dólares em seu segundo e terceiro fim de semana, respectivamente, terminando em quinto nas duas vezes.  Fora dos Estados Unidos e Canadá, arrecadou 10,5 milhões de dólares em 59 praças primeiro fim de semana. Em seu segundo fim de semana, o arrecadou 6,2 milhões de dólares em 66 praças, marcando uma queda de 34%.

### Resposta da crítica
No site agregador de críticas, Rotten Tomatoes, 92% das 295 críticas dos críticos são positivas, com uma classificação média de 7,7/10. O consenso do site diz: "Um drama baseado em fatos que ninguém vai enterrar, Air visa dramatizar eventos que mudaram o mundo dos esportes para sempre - e atinge quase nada além da rede." Metacritic, que utiliza uma média ponderada, atribuiu ao filme uma pontuação de 73 em 100, com base em 59 críticos, indicando "críticas geralmente favoráveis". O público entrevistado pelo CinemaScore atribuiu ao filme uma nota média de "A" em uma escala de A + a F, enquanto os entrevistados pelo PostTrak deram uma pontuação positiva de 93%, com 83% afirmando que definitivamente o recomendariam.
Richard Roeper, do Chicago Sun-Times, atribuiu ao filme quatro de quatro estrelas, escrevendo "Graças à direção certeira e perfeita de Affleck, um bom roteiro estaladiço de Alex Convery e as performances animadas, engraçadas, calorosas e apaixonadas do elenco de primeira linha, Air é tão divertido e acelerado quanto um jogo das finais da NBA destinado à prorrogação." Peter Debruge, a Variety, deu uma crítica positiva ao filme e elogiou as atuações, dizendo: "Air deve ser considerado o exemplo máximo do sonho americano, uma história engraçada e comovente da Cinderela sobre como a terceira marca de tênis desejou sobre uma estrela, e como aquele homem - e sua mãe - eram espertos o suficiente para saber seu valor." Lovia Gyarkye, do The Hollywood Reporter, também deu uma crítica positiva ao filme e considerou que, "Para a maioria do público, Air valerá a pena assistir apenas pelo elenco estrelado - particularmente o reencontro entre Damon e Affleck. Suas cenas possuem um dinamismo cinético e íntimo que o resto do filme se aproxima, mas nem sempre corresponde."